# Университет государственной фискальной службы Украины

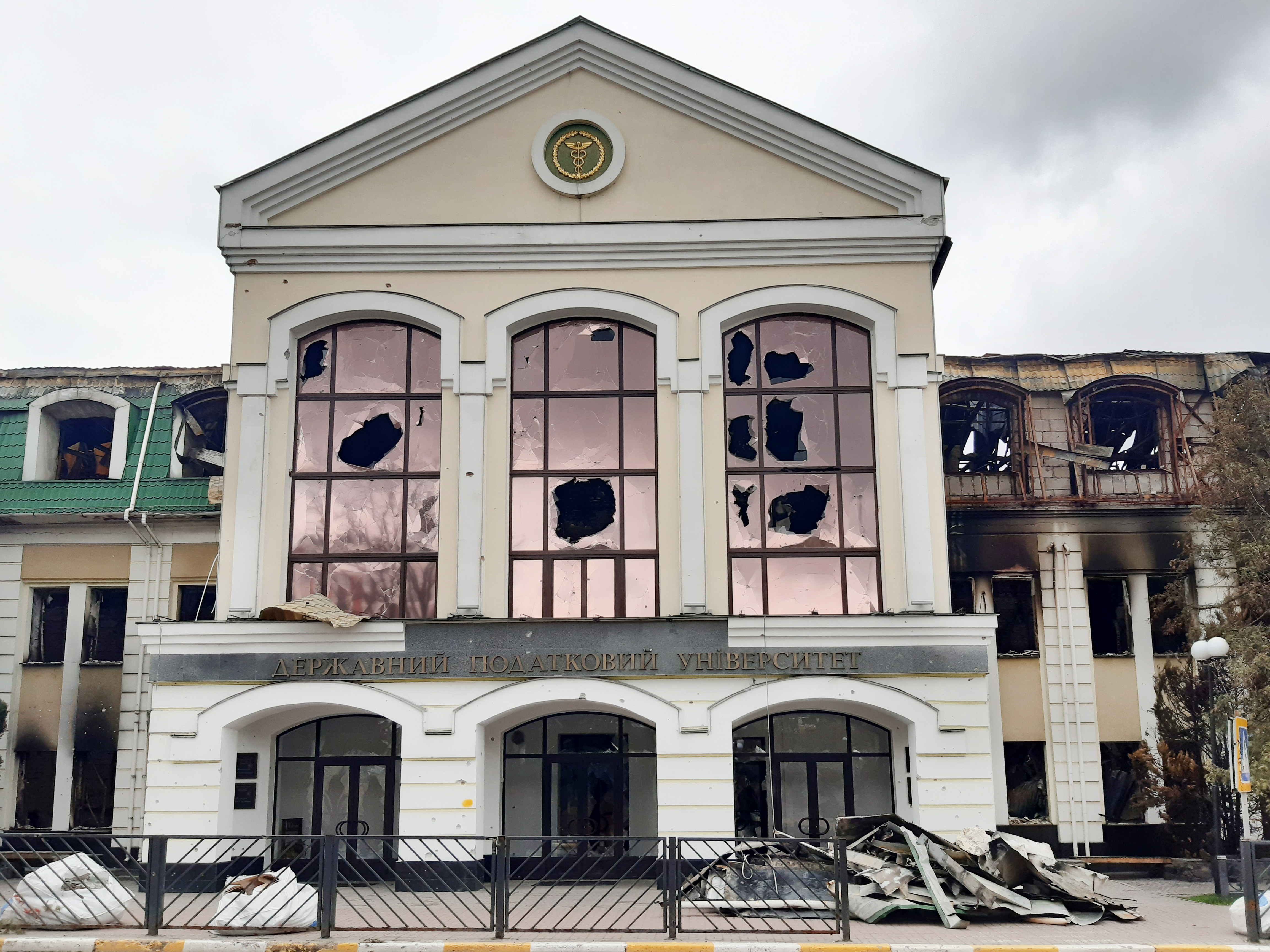
Здание университета (после российского вторжения 2022 года)

Университет государственной налоговой службы Украины (укр. Університет державної податкової служби України), сокращённо УДФСУ, также известный как Государственный налоговый университет (укр. Державний податковий університет) — высшее учебное заведение в городе Ирпень Киевской области, базовое учебное заведение Государственной фискальной службы Украины.
Университет готовит бакалавров, специалистов, магистров. На факультетах: учетно-экономическом, финансовом, экономики и налогообложения, юридическом, заочном, военной подготовки, налоговой милиции обучаются более 12 000 юношей и девушек из всех регионов Украины. Факультеты заочного обучения действуют в городах Житомир, Винница, Симферополь, Сторожинец (Черновицкая область), Каменец-Подольский (Хмельницкая область). В структуре университета ДФС Украины функционирует Киевский финансово-экономический колледж, где готовят младших специалистов . Здесь преподают около 500 преподавателей среди них — 6 академиков, 60 докторов, более 200 кандидатов наук, 55 профессоров и 137 доцентов. Ректором к июлю 2013 был Мельник Петр Владимирович.

## История учебного заведения

### Украинский торфяной техникум
История Национального университета государственной налоговой службы Украины начинается в 1921 году с Украинского торфяного техникума, располагавшегося в городе Киеве по улице Тимофеевской, 12. Первым директором техникума был назначен член Академии наук Украины Б. М. Клопотов. Техникум считался высшим учебным заведением, после окончания которого слушателям присваивали квалификацию инженера-торфмейстера и техника с торфодобычи. Первый выпуск по сокращённой программе состоялся в 1922 году.

### Ирпенский торфяной техникум
В 1932 году Киевский торфяной техникум был переведен в посёлок Ирпень под названием «Ирпенский торфяной техникум» в составе учебно-производственного торфяного комбината. Директором комбината был назначен Ф. А. Сербин. За первые 20 лет в техникуме было подготовлено более 4 тыс. специалистов.

### Ирпенский горно-топливный техникум
6 ноября 1943 года воины 74-й стрелковой дивизии освободили Ирпень. За время оккупации техникум был разрушен, но уже в марте 1944 года он возобновил работу под названием «Ирпенский горно-топливный техникум». Директором был назначен Й. Н. Любий, а затем П. А. Коломинов. В 1944—1945 учебном году в техникум было принято на первый курс 120 человек, на второй — 38 человек, на третий — 12 человек, на четвертый — 4 человека. Студенты принимали участие в восстановлении техникума, а еще занимались в спортивных секциях, кружках, художественной самодеятельностью. В 1946 году состоялся первый послевоенный выпуск 13 специалистов. С 1947 года техникум возглавлял А. С. Кухарук. В 1951 году был введен в эксплуатацию учебный корпус (ныне главный корпус университета), в 1955 г. — общежитие и жилой дом для преподавателей. Именно тогда образовался студенческий городок, расположенный в живописной парковой зоне. В 1960 году в техникуме вводятся специальности: «Технология силикатов», «Технологическое оборудование промышленных предприятий», «Обработка металлов резанием».

### Ирпенский индустриальный техникум
В 1961 году Ирпенский горно-топливный техникум был переименован в Ирпенский индустриальный техникум. В 1968 году в нем проводилась подготовка специалистов уже по десяти специальностям. В течение 1946 — 1968 гг. было выпущено 3800 специалистов. 1969 год ознаменовал новый этап в развитии техникума. Директором техникума назначен Владимир Иванович Павленко. За 22 года под его руководством была создана современная учебно-материальная база. За плодотворную работу по подготовке специалистов для народного хозяйства В. И. Павленко был награжден орденом Трудового Красного Знамени, ему было присвоено звание «Заслуженный учитель Украинской ССР». Начиная с 1975 года Ирпенский индустриальный техникум занимал первые места на выставках технического творчества среди техникумов города Киева и области. В 1980 году техникум готовил специалистов по специальностям: «Экономика и планирование в отраслях народного хозяйства», «Бухгалтерский учет, контроль и анализ хозяйственной деятельности», «Обработка материалов на станках и автоматических линиях», «Монтаж и эксплуатация электрооборудования предприятий и общественных зданий», «Эксплуатация станков с программным управлением и робототехнических комплексов», «Устройство и эксплуатация электронных устройств программного управления и оборудования автоматизированного производства», «Механизация и автоматизация торфяного производства», «Производство изделий и покрытий из полимерных материалов», «Инструментальное производство» . В 1986 году открывается новая специальность «Эксплуатация и настройка станков с программным и числовым управлением». За период с 1969 до 1990 года выпуск специалистов составил 16 653 человек. Приоритетным направлением техникума в то время стали экономические специальности.

### Ирпенский финансово-промышленный колледж
В 1990 году Ирпенский индустриальный техникум был реорганизован в среднее учебное заведение нового типа — Ирпенский индустриальный техникум (колледж). Он готовил механиков торфяного производства, механиков-электриков, технологов по обработке металлов, технологов изделий из пластмассы, бухгалтеров, плановиков-экономистов машиностроительного производства, наладчиков станков с программным управлением, специалистов банковского дела. В 1991 году директором колледжа был назначен Мельник Петр Владимирович, выпускник техникума 1976 года, кандидат экономических наук . Осуществлялась ступенчатая подготовка кадров совместно с высшими учебными заведениями Украины. Выпускники для продолжения учебы направлялись в Киевский национальный университет имени Тараса Шевченко, Киевский политехнический институт, Институт народного хозяйства, Киевский институт лёгкой промышленности, Ровенский институт инженеров водного хозяйства и тому подобное. В 1995 году Ирпенский индустриальный техникум (колледж) был переименован в Ирпенский финансово-промышленный колледж.

### Украинский финансово-экономический институт
В 1996 году на базе Ирпенского финансово-промышленного колледжа был создан Украинский финансово-экономический институт, подчиненный Министерству финансов Украины, а с 15 ноября 1996 года он был передан в подчинение Государственной налоговой администрации Украины. Ректором был назначен П. В. Мельник. Институт осуществлял образовательную деятельность по следующим квалификационным уровням: младший специалист; бакалавр; специалист. Было создано пять факультетов: финансово-экономический, юридический, учётно-экономический факультет налоговой милиции (1997 г..), Заочный факультет и семнадцать кафедр. Постановлением Кабинета Министров Украины в структуре института создан Центр переподготовки и повышения квалификации кадров для Государственной налоговой службы Украины.

### Национальная Академия государственной налоговой службы Украины
В 1999 году, согласно Постановлению Кабинета Министров Украины, на базе Украинского финансово-экономического института была создана Академия государственной налоговой службы Украины. Возглавил академию П. В. Мельник, доктор экономических наук, профессор. За весомый вклад коллектива академии в развитие национального образования и науки Указом Президента Украины от 21 августа 2003 г. № 870/2003 Академии ГПС Украины предоставлен статус национальной.

### Национальный университет государственной налоговой службы Украины
23 августа 2006 Распоряжением Кабмина Украины № 472-р Национальная академия государственной налоговой службы Украины преобразована в Национальный университет государственной налоговой службы Украины.

### Университет государственной фискальной службы Украины
11 ноября 2015 года в соответствии с распоряжением Кабинета Министров Украины «Об образовании Университета государственной фискальной службы Украины» от 11.11.15 № 1184-р и Приказом Государственной фискальной службы Украины «О реорганизации Национального университета ГНС Украины» от 15.01.16 № 35 Национальный университет государственной налоговой службы Украины слит с Государственным научно-исследовательским институтом таможенного дела, Научно-исследовательским институтом финансового права в новый Университет государственной фискальной службы Украины.

### Государственный налоговый университет
Распоряжением Кабинета министров Украины от 6 октября 2021 года Университет государственной фискальной службы был присоединён к новосозданному Государственному налоговому университету.

## Критика
В июле 2013 года Прокуратура Киевской области выявила нарушения относительно незаконного использования бюджетных средств при подготовке Украины к Чемпионату Европы по футболу 2012 года, в частности, договор о строительно-монтажных работах, которые были выполнены частично, но за них были перечислены 10 млн грн..